# Hippasos
Hippasos, född omkring 550 f.Kr., var en grekisk filosof. Han var en av Pythagoras lärjungar och ges ofta äran av att ha påvisat de irrationella talen.
Mycket få av Hippasos verk har överlevt. Det anses att det sannolikt var Hippasos som lyckades visa att {\displaystyle {\sqrt {2}}} inte kan skrivas som ett bråk (rationellt tal). Detta måste därför vara ett s.k. irrationellt tal. Det här skulle ha stört Pythagoras, som skulle ha menat att alla tal måste vara rationella. Enligt en berättelse skulle Pythagoras ha blivit så upprörd över detta påstående att han dömde Hippasos till döden genom dränkning. Historien måste dock betraktas som en myt.